# SStB Schönbrunn
Az SStB  Schönbrunn egy szerkocsis gőzmozdonysorozat volt az osztrák-magyar K.k. Südliche Staatsbahnnál (SStB).
A négy mozdonyt a WRB mozdonygyára építette 1854-ben. A SCHÖNBRUNN, a MERKENSTEIN, a RODAUN és a GROSSWARDEIN neveket kapták. A sorozat mozdonyainak nagyobb kerékátmérője nagyobb sebességet valószínűsít, ám használták tehervonati forgalomban is őket, mivel az akkori vonatok még nem voltak olyan nehezek.
A mozdonyok a vasúttársaság 1858-as privatizációjakor a Déli Vasúthoz kerültek, ahol 287-290 pályaszámokat kaptak és a 11 sorozatba (1864-től a 8 sorozat egyik része) lettek beosztva. 1864 és 1866 között selejtezték őket.

## Fordítás
- Ez a szócikk részben vagy egészben  a   SStB – Schönbrunn bis Großwardein című német Wikipédia-szócikk fordításán alapul.  Az eredeti cikk szerkesztőit annak laptörténete sorolja fel. Ez a jelzés csupán a megfogalmazás eredetét és a szerzői jogokat jelzi, nem szolgál a cikkben szereplő információk forrásmegjelöléseként. - Az eredeti szócikk forrásai szintén ott találhatóak.